# Visvanatha Nayaka
Visvanatha (s. XVI) fou virrei de Madura per compte del rei de Vijayanagar. Era fill de Nagama Nayaja, el primer virrei.
El seu pare Nagama Nayaja no tenia fills i va fer la peregrinació a Benarès, demanant als déus ser premiat amb un fill; al cap d'un temps va néixer Visvanatha, que als 16 anys va entrar al servei del rei Krishnadeva Raya de Vijayanagar, que el va apreciar molt i el va fer un dels seus principals assessors i ajudants.
Quan el seu pare es va revoltar vers 1528 o 1529, fou l'únic noble que es va presentar voluntari per lluitar contra ell, el va derrotar i el va obligar a tornar a la cort reial, segons les cròniques com a presoner (i fou perdonat pel rei) però probablement simplement amb mesures diplomàtiques. Després Visvanatha fou nomenat (1529) com a virrei o governador del sud amb els títols de cap del país dels pandya (Madura) i senyor del Tron del Sud (que probablement incloïa el país dels cola).
Visvanatha va sortir de Vijayanagar amb un exèrcit. Va arribar a Madura i amb el suport del seu ajudant (dajavay i pradhani) Ariyanatha, i de Kesavappa Nayaka, va restaurar el fort i va construir uns temples. Llavors es va extingir la dinastia pandya amb Chandra Sekhara i Visvanatha va esdevenir governant directe de tot el territori. El 1530 va morir Krishnadeva Raya de Vijayanagar i el va succeir el seu germà Achyuta Raya. Després del 1531 el virregnat dels cola (Tanjore) fou segregat i concedit Sevvappa Nayaka, el cunyat del nou rei (casar amb una germana de l'esposa del rei Tirumalamba). Sembla que llavors fou quan Vallam va passar a Tanjore i Trichinopoly a Madura. Trichinopoly fou arranjada per Visvanatha, i la zona netejada de lladres i bandits; la ciutat fou fortificada. Va construir o arranjar temples a Trichinopoly, Srirangam, i Teppakttlam.
El seu general Ariyanatha, fou enviat al sud al país de Tinnevelly, per restaurar l'orde a la zona, i es va trobar l'hostilitat de petits caps que dominaven a la zona entorn de Kayattattur i estaven preparats per la batalla, fent-se anomenat "els cinc pandyes" (Pancha Pandyas) que encara que segons les cròniques eren tributaris dels antics pandyes ara no reconeixien cap poder superior. Altres cròniques diuen que eren fills il·legítims de l'avi de Chandra Sekhara (el darrer pandya). La retirada dels pandya cap a Tenkasi i la seva extinció sembla que havia provocat l'aparició de reis pandyes il·legítims en diversos llocs. Quan les negociacions van fallar Ariyanatha els va sotmetre per la força, i finalment sembla que es va arribar a un acord pel qual van acceptar ser tributaris dins els sistema de palayams (estats vassalls) que es va començar a establir vers el 1535-1540. En aquest temps Achyuta Raya va fer una campanya a Travancore i el pandyes (encara rebels) retirats a Tenkasi instigaven el descontentament contra el virrei de Madura. El rei va castigar Tiruvadi, on s'havien refugiat enemics de la dinastia. Després d'això fou quan es devia arribar a la pau, i els pandyes van acceptar a Visvanatha i sembla que una princesa pandya es va casar amb el rei de Vijayanagar. Se sap també que Tiruvadi va esdevenir un estat tributari. La pacificació total del Tinnevelly segurament va requerir igualment la intervenció del gran rei. En aquests temps va començar a tenir participació en els afers el fill de Visvanatha, Krishnappa Nayaka (esmentat per primer cop el 1546).
Després de la conquista de Tinnevelly, Visvanatha i el seu general Ariyanatha es van ocupar de millorar el país construint temples i pobles, sistemes de reg i altres.
Va fer una expedició contra el territori de Kambam-Gudalur que no pagava tribut; l'exèrcit fou dirigit per Ramabhadra Nayaka, germà del seu pare, que va assaltar la fortalesa de Kambam i va reduir el país. En premi pels seus serveis Ramabhadra va rebre el feu (palayam) de Vadakarai a la riba nord del Vaigai.
Les còniques diuen que llavors el territori del virrei s'estenia de Utatur (Orratur) i Valikondapuram al nord, fins al cap Comorin (Caniya Cumari) al sud, Coimbatore, Irodu (Erode), Taraburam (Dharapuram), i Mele Mali (Mela Malai, Ghats Occidentals) a l'oest, i a Ramiseram (Ramegvaram) i la mar a l'est. A la mort de Visvanatha el virregnat abraçava els districtes de Madura, Ramnad, Tinnevelly, Trichinopoly, Coimbatore, Salem, i part de Travancore, encara que els tres darrers potser no eren part del virregnat inicialment, però és segur que ja ho eren al final. Mr. Rangachari inclou Coimbatore, Salem entre les conquistes de Visvanatha, i no entre els tributaris, si bé la majoria dels territoris eren governats per caps acceptats que de fet només pagaven un tribut. El sistema de palaymans es va establir a la meitat del segle, i donava amplis poders als caps locals davant el perill musulmà. Per una millor administració es van crear, segons la tradició, 72 palaymans dirigits per palayakarans o per polegars responsables de la defensa de cadascun; de fet no se sap quants en va crear Visvanatha i quants els seus successors; alguns foren confiscats i potser 72 fou el nombre que va restar; es diu que Dindigul sol el formaven 18 palaymans i no arribava ni a un quart del regne; els palayakarans o polegars eren seguidors de Visvanatha o caps dels que es volia guanyar el suport, i la cessió era hereditària amb poder complets de policia, justícia i altres que de fet els feia amos i senyors absoluts pagant un tribut d'un terç del producte i mantenint amb un altre terç les tropes necessàries; el tercer terç era lliure, incrementades més tard per concessions en premi a serveis concrets. Se sap d'un poderós polegar, el de Hermicatte (Erumaikatti) que havia de mantener tres mil infants, 200 cavalls i 50 elefants. Es diu que el palayman de Vadakarai va governar 20 anys i la seva mort fou plorada per Visvanatha el que situaria la creació dels palaymans a una data anterior al 1544 i probablement vers 1535. El virregnat va mantenir força orde i fins després de la batalla de Talikota el 1565, ja mort Visvanatha, la desorganització de les províncies del regne no va fer necessari atendre prioritariament a la pròpia defensa.
Va morir vers el 1563 o 1564 (la seva mort o edat no és registrada per cap crònica) i el va succeir el seu fill Kumara Krishnappa Nayaka I (coronat el 25 de gener de 1564). Segons la tradició això no obstant, la mort de Visvanatha fou posterior al coronament del fill. Tenia probablement a l'entorn dels 65 anys amb un marge de cinc per damunt i sota.